# جوليا برانز
جوليا برانز (بالإنجليزية: Julia Bruns) هي عارضة وممثلة أمريكية، ولدت في 1895 في سانت لويس في الولايات المتحدة، وتوفيت في 24 ديسمبر 1927 في نيويورك في الولايات المتحدة.

## وصلات خارجية
- جوليا برانز على موقع IMDb (الإنجليزية)
- جوليا برانز على موقع قاعدة بيانات برودواي على الإنترنت (الإنجليزية)
- جوليا برانز على موقع قاعدة بيانات الفيلم (الإنجليزية)